# Susanne Beck
Susanne Beck (Hamburg, 23 augustus 1947) is een Duitse actrice, stemactrice en hoorspelspreekster.

## Biografie
De dochter van de acteur Horst Beck verscheen na de toneelschool onder meer in het Ernst-Deutsch-Theater, waar ze te zien was in Thornton Wilders Unsere kleine Stadt en Frederick Knotts Warte bis es dunkel wird. Het theater in de Briennerstrasse in München en de komedie in Marquardt waren verdere fasen in haar carrière.
Ze maakte haar televisiedebuut in 1966 in Zwei wie wir ... und die Eltern wissen von nichts. Als gevolg hiervan speelde ze vooral gastrollen in televisieseries als Das Traumschiff, Notarztwagen 7 en Der Alte, evenals verschillende afleveringen van Tatort en Derrick. Ze verwierf vooral bekendheid in het NDR-kinderprogramma Plumpaquatsch als geduldige co-presentator naast een Wassermann-handpop. Van 1972 tot 1975 werden 75 afleveringen van Plumpaquatsch geproduceerd en uitgezonden, plus twaalf herhalingen in 1978.
Beck is sinds 1990 getrouwd met de PR-manager van een groot Japans bedrijf en heeft sindsdien zelden als televisie-actrice gewerkt. Haar laatste rol was een gastoptreden in de Küstenwache-serie in 2003.

## Filmografie
- 1966: Zwei wie wir … und die Eltern wissen von nichts
- 1967: Dreizehn Briefe (televisieserie, 1 aflevering)
- 1967: Ein Fall für Titus Bunge (televisieserie, 1 aflevering)
- 1967: Tragödie in einer Wohnwagenstadt (televisiefilm)
- 1968: Drei Frauen im Haus (televisieserie, 1 aflevering)
- 1968: Zirkus meines Lebens (televisieserie, 13 afleveringen)
- 1969: Der Prozeß beginnt (televisiefilm)
- 1969: Das tickende Herz (televisiefilm)
- 1970: Merkwürdige Geschichten - Überirdische Melodie (televisieserie)
- 1970: Meine Tochter - Unser Fräulein Doktor (televisieserie, 13 afleveringen)
- 1970: Auftrag Mord! (televisiefilm)
- 1970: Die Prüfung (televisiefilm)
- 1971: Sparks in Neu-Grönland (televisiefilm)
- 1971: Arsène Lupin, der Meisterdieb (televisieserie, 1 aflevering)
- 1971: Dem Täter auf der Spur (televisieserie, 1 aflevering)
- 1971: Besuch der Tochter (televisiefilm)
- 1972: Jörn Drescher - 19 Jahre (televisieserie, 1 aflevering)
- 1972: Die reißenden Wasser von Velaba (televisieserie)
- 1972: Sonderdezernat K1 (televisieserie, 1 aflevering)
- 1972-1975: Plumpaquatsch (televisieserie)
- 1972-1978: Wir warten auf's Christkind televisieserie, 2 afleveringen)
- 1972: Im Auftrag von Madame (televisieserie, 1 aflevering)
- 1973: Hamburg Transit - Zwölf Wochen umsonst (televisieserie)
- 1973: Polizeistation (televisieserie, 8 afleveringen)
- 1973: Gabriel (televisiefilm)
- 1974: Drei Männer im Schnee
- 1974: Eine geschiedene Frau (televisieserie, 2 afleveringen)
- 1974: Der Herr Kottnik (televisieserie, 10 afleveringen)
- 1975: Gestern gelesen (televisieserie, 1 aflevering)
- 1975: Bitte keine Polizei (televisieserie, 13 afleveringen)
- 1976: Freiwillige Feuerwehr (televisieserie, 5 afleveringen)
- 1976: Tatort: Zwei Leben (televisieserie)
- 1976: Derrick - Yellow He (televisieserie)
- 1976: Der Anwalt (televisieserie, 13 afleveringen)
- 1976: Aus nichtigem Anlaß
- 1976: Lokalseite unten links (televisieserie, 1 aflevering)
- 1977: Alles schon mal dagewesen (televisieserie, meerdere afleveringen)
- 1977: Die kluge Bauerntochter (korte film)
- 1977: Notarztwagen 7 - Die Pleite muss gefeiert werden (televisieserie)
- 1977-1982: Derrick (televisieserie)
- 1978: Derrick - Solo für Margarete (televisieserie)
- 1978: Tatort - Rechnung mit einer Unbekannten (televisieserie)
- 1978: Ein Hut von ganz spezieller Art (televisiefilm)
- 1978: Emm wie Michael (televisieserie, 1 aflevering)
- 1978: Die seltsamen begegnungen des Prof. Tarantoga (televisiefilm)
- 1979: Union der festen Hand (televisieserie, 2 afleveringen)
- 1980: Der Alte - Sportpalastwalzer (televisieserie)
- 1980: Achtung Zoll! (televisieserie, 4 afleveringen)
- 1981: Polizeiinspektion 1 – Urlaubsfreuden (televisieserie)
- 1982: Zwei alte Hasen entdecken Neues (televisieserie)
- 1982: Derrick - Nachts in einem fremden Haus (televisieserie)
- 1983: Unsere schönsten Jahre (televisieserie, 1 aflevering)
- 1983: Das Traumschiff (televisieserie)
- 1983: Wie würden Sie entscheiden? (televisieserie, 1 aflevering)
- 1984: Die schöne Wilhelmine (televisieserie)
- 1984: Abgehört (televisiefilm)
- 1984: Tiere und Menschen (televisieserie)
- 1984: Helga und die Nordlichter (televisieserie, 6 afleveringen)
- 1984: Der Androjäger (televisieserie, 1 aflevering)
- 1984: Turf - Fast unmögliche Geschichten (televisieserie, 1 aflevering)
- 1984: Ein fall für TKKG (televisieserie, 1 aflevering)
- 1985: ... Erbin sein - dagegen sehr (televisieserie, 11 afleveringen)
- 1985: Eigener Herd ist Goldes wert
- 1987: Sturmflut (televisiefilm)
- 1988: Die Schwarzwaldklinik (televisieserie, 1 aflevering)
- 1988: Berliner Weiße mit Schuß (televisieserie, 1 aflevering)
- 1989: Die Männer vom K3 (televisieserie, 1 aflevering)
- 1989: Europa, abends
- 1992: Peter Strohm (televisieserie, 1 aflevering)
- 1995: Immenhof (televisieserie, 1 aflevering)
- 2003: Küstenwache - Das große Geld

- Gemeinsame Normdatei: 1094890952
- International Standard Name Identifier: 0000 0001 3310 0620
- Library of Congress Control Number: no2019007776
- Virtual International Authority File: 1929151898610624190001